# Болотна капуаська змія
Боло́тна капуа́ська змія́ (Enhydris gyii) — отруйна змія з роду водяна змія родини гомалопсових (Homalopsidae). Це змія-«хамелеон», здатна змінювати забарвлення.
Нова, раніше невідома науці змія, що має здатність повністю міняти забарвлення залежно від обставин, знайдена в джунглях малайзійського штату Сабах, розташованого на острові Калімантан.
Що "привернула нашу увагу незвичайна змія мала яскраво виражене червоно-коричневе забарвлення. Через всього лише декілька хвилин після її піймання і приміщення в спеціальну корзину, її тулуб став абсолютний білого кольору. Здібність до мімікрії, властива таким рептиліям як хамелеони, абсолютно невивчена стосовно змій, і науці відомі лише окремі екземпляри, здатні міняти забарвлення.
Знайдена ученими унікальна змія, що відноситься до вигляду Enhydris, отримала назву по місцю свого виявлення — болотна капуаськая змія (англ. Kapuas mud snake).
Отруйна рептилія, що мешкає в заболоченій місцевості, досягає в довжину 50 сантиметрів.
«Ареал її незаселені обмежується лише прибережними районами річки Капуас (Sungai Kapuas), всі зусилля знайти аналогічних представників цього вигляду в інших місцях закінчилися невдачею».
Це вже не перший випадок відкриття нових видів флори і фауни на території Малайзії з початку року.